# Everwin II. von Droste zu Handorf
Everwin II. Droste zu Handorf († 1535) war in der Reformationszeit der vierte Bürgermeister der Stadt Münster aus der Familie Droste zu Hülshoff und Gutsbesitzer.

## Leben

### Herkunft
Everwin II. Droste zu Handorf und zu Borg war der zweite Sohn von Alhard II. Droste zu Hülshoff und seiner Frau Ida von Schule und gehörte der 10. Generation seines Geschlechts an. Sein Vater war ein älterer Bruder des Eigentümers von Burg Hülshoff, Johann V. Droste zu Hülshoff. Er heiratete Gertrud von Steveninck zu Möllenbeck, die ebenfalls aus einer Erbmännerfamilie stammte. Sie hatten vier Kinder (s. u.).

### Gutsbesitz
Als Erbe seines Vaters und durch seine Frau besaß Everwin II. umfangreiches Grundvermögen, u. a. in Everswinkel, woran sein Vorname erinnert, in Altenberge, Telgte, Billerbeck, Freckenhorst, Havixbeck (hier wurde er 1478 mit dem Schulzenhof Varwecke belehnt, den bereits 1149 Everwinus Droste aus seiner Familie verwaltet hatte) , Alverskirchen und Sendenhorst. Er lebte vermutlich in Münster-Handorf auf der Turmhügelburg Haskenau am Zusammenfluss von Ems und Werse, wo auch sein Sohn Everwin III. gestorben ist. Diese Burg hatte im 12. Jahrhundert Hermann I. von Münster erbaut, dann war sie im Eigentum des Domkapitels von Münster, dem die Familie von Deckenbrock-Droste zu Hülshoff, die mit der Familie von Münster verwandt war, als Drosten gedient hatte. Noch 1414 und 1457 mussten die Bischöfe von Münster beschwören, die dortigen Einkünfte und Ländereien zu verteidigen. Der Großvater von Everwin II., Johann IV. Droste zu Hülshoff, hatte die Burg und den benachbarten Hof Spielbrink von seiner Mutter Christina von Cleyhorst geerbt.

### Wirken als Bürgermeister
Everwin II. wird von Hermann von Kerssenbrock als „Mann von alter Treue und Redlichkeit“ bezeichnet. Everwin II. war der vierte bekannte Bürgermeister aus seiner Familie, nach Johann III. von Deckenbrock (1295–1349, Bürgermeister 1312/13, 1321, 1327, 1333, 1337–39 und 1342), Johann IV. Droste zu Hülshoff  (1381–1446, Bürgermeister 1402, 1421 und 1434) und Johann VII. Droste zu Hülshoff (1467–1539, Bürgermeister 1494 und 1502), der mit ihm zusammen im Stadtrat saß. 1504 entschied er gemeinsam mit dem amtierenden Münsteraner Bürgermeister Johann von der Tinnen einen Streit zwischen der Äbtissin des Klosters Hohenholte, seiner Verwandten Elisabeth von Droste zu Hülshoff und den Nonnen über die Lasten des Wiederaufbaus und den Unterhalt der Nonnen. 1506 und 1512 vertrat Everwin II. die Stadt Münster als Vorort des westfälischen Hansequartiers (zu dem auch die Städte Dortmund, Osnabrück und Soest gehörten) auf den Hansetagen in Lübeck und Köln. Everwin war somit u. a. beteiligt an Verhandlungen der Hanse über die Lübecker Fehde. 1525 nahm Everwin II. als Bürgermeister nach einem Tumult vor dem Rathaus eine Beschwerdeschrift mit Forderungen der Reformation entgegen und der Stadtrat versuchte daraufhin, das Domkapitel Münster und die Kollegiatstifte zu visitieren. 1534 berichtete Everwin II., der weiter dem alten (katholischen) Glauben anhing, dem Bischof Franz von Waldeck über das im Entstehen begriffene Täuferreich von Münster und lud zu Beratungen mit ihm nach Telgte ein; an der Rückeroberung nahmen seine Söhne Everwin III. und Alhard III. Droste zu Uhlenbrock sowie, aus seiner Verwandtschaft, der o. g. Ratsherr Johann VII. Droste zu Hülshoff und dessen Sohn Heinrich I. von Droste zu Hülshoff teil. Ihm folgten aus seiner Familie noch als Ratsherren seine beiden o. g. Söhne, der o. g. Heinrich I. Droste zu Hülshoff (1500–1570), sowie als letzter, langjähriger Erster Bürgermeister Bernhard II. von Droste zu Hülshoff.

### Nachfahren
Everwin II. und Gertrud wurden die Stammeltern mehrerer Seitenlinien der Deckenbrock/Droste zu Hülshoff, die teilweise bis ins 18. Jahrhundert reichten: Ihr älterer Sohn Johann Droste zu Handorf bzw. zu Borg (1495–1558) war Kanoniker in St. Ludgeri (Münster). Er lebte im damals verbreiteten Konkubinat mit Alheid Droste gen. Kocks und hatte zwei illegitime Söhne, Johann († 1496, Sekretär des Bischofs und verheiratet mit der Tochter Catharina des Dompropstes Bernhard von Münster) und den Humanisten und bischöflichen Offizial Everwin von Droste zu Hülshoff, die auch weitere bürgerliche Nachkommen (darunter bspw. Katharina und Levin Schücking) hatten.
Ihr zweiter Sohn Everwin III. Droste zu Handorf († 1592 auf der Burg Haskenau) wurde Nachfolger seines Vaters als Ratsherr in Münster und wohl auch auf dem Gutsbesitz in Handorf (Münster), starb aber ohne Nachkommen.
Der dritte und jüngste Sohn nannte sich nach seinem erheirateten Besitz Alhard III. Droste zu Uhlenbrock († 1593). Auch er war unter den Beratern des Bischofs Franz von Waldeck, die in Telgte von den Täufern gefangen genommen wurden und bei den Rückeroberern von Münster. Er heiratete Margaretha von Kerckerinck, welche Gut Uhlenbrock und 1541 einen Stadthof gegenüber der Kirche St. Martini (Münster) erbte und mit der er 7 Kinder hatte. Einer ihrer Söhne, der Ratsherr Everwin IV. Droste zu Uhlenbrock, wurde Vorfahr der protestantischen Droste zu Möllenbeck, u. a. von Everwin von Droste zu Möllenbeck und seines Neffen Johann Eberhard von Droste zu Zützen. Ein anderer Sohn Heinrich II. wurde Stammherr der ebenfalls protestantischen Droste zu Hofe auf Dinker bei Soest und ein Vorfahr von Johann Heinrich von Drost. Alhard III. Droste zu Uhlenbrock scheint in zweiter Ehe eine Juliane von Schlieben (Adelsgeschlecht) geheiratet zu haben und wurde mit ihr Stammvater der Drosts in Danzig und Königsberg.